# VOB
VOB (DVD-Video Object или Versioned Object Base) — формат файлов, используемый для хранения DVD-Video. VOB — это мультимедийный контейнерный формат файла, основанный на MPEG-2, и способный содержать в себе несколько потоков видео/аудио, субтитры, а также меню фильма.

## Техническая информация
Всего возможно не более 9 различных аудиопотоков и 32 потока субтитров.

## Программы для просмотра
- Windows Media Player
- GOM Player
- Light Alloy
- The KMPlayer
- Media Player Classic
- MPlayer
- GNOME Videos
- Nero ShowTime
- RealPlayer
- VLC media player
- CyberLink PowerDVD
- Splash pro

## Программы для декодирования
- Format Factory
- VobEdit